# Kaspersky Lab
Kaspersky Lab este o companie de software care produce programe de securitate. A fost înființată pe 26 iunie 1997 de co-fondatorul Eugene Kaspersky. Sediul central din Moscova și centrele regionale supraveghează activitățile reprezentanților locali și partenerilor din Europa de Vest și de Est, Orientul Mijlociu, Africa, America de Nord și de Sud, regiunea Asia-Pacifică și Japonia.

## Istorie
Prima versiune a software-ului Kaspersky Lab a fost dezvoltată de Eugene Kaspersky în 1989 ca reacție de răspuns la dezvoltarea virusului Cascade.

## Analiza Euristică
Kaspersky a dezvoltat o metodă euristică pentru a detecta virușii fără semnătură. Acest instrument de analiză este patentat de Kaspersky.
Motorul programului Kaspersky AntiVirus este folosit de către furnizorii de securitate Check, Point, Bluecoat, Juniper Networks, Sybari (achiziționat de Microsoft în 2005), Netintelligence, GFI Software, F-Secure, Clearswift, FrontBridge, G-de date, Netasq, Wedge Networks și alții.
Peste 120 de companii dețin licențe tehnologice de Kaspersky.

## Produse
Kaspersky oferă produsele pentru utilizatorii casnici Kaspersky Internet Security (KIS), Kaspersky Anti-Virus (KAV), Kaspersky Mobile Security (KMS), Kaspersky Anti-Virus pentru Mac, Kaspersky Password Manager și Kaspersky KryptoStorage.
În 2010 s-a lansat o suită de securitate numită Kaspersky PURE. PURE a inclus mai multe caracteristici față de Kaspersky Internet Security: control parental, un instrument pentru copie de rezervă, un manager de parole, ștergerea permanentă a fișierelor și un instrument de criptare.
Produsele de securitate sunt: 
- Kaspersky Anti-Virus
- Kaspersky Anti-Virus for Mac
- Kaspersky KryptoStorage
- Kaspersky Internet Security
- Kaspersky Mobile Security
- Kaspersky Password Manager
- Kaspersky PURE
- Kaspersky One
- Kaspersky Tablet Security
- Kaspersky Open Space Security
- Kaspersky Small Office Security
- Kaspersky Work Space Security
- Kaspersky Business Space Security
- Kaspersky Enterprise Space Security
- Kaspersky Total Space Security

## Vezi și
- Listă de companii dezvoltatoare de produse software antivirus comerciale
- Antivirus